# Georges Pichard
Georges Pichard (* 17. Januar 1920 in Paris; † 7. Juni 2003 ebenda) war ein französischer Comicautor, Zeichner und Illustrator, der mit seinem erotischen Werk bekannt wurde und das Genre des Erwachsenencomics im 20. Jahrhundert vor allem mit seinen Arbeiten aus den 1960er und 1970er Jahren bedeutend mitgeprägt hat.

## Werdegang
Pichard studierte an der l’École des Arts Appliqués in Paris (er ist in der Stadt aufgewachsen), unterrichtete dort ab 1940 als Professor für Grafik und angewandte Künste und arbeitete auch als Lehrer in den Fächern humoristische Zeichnung, Cartoons/Comics und realistische Zeichnung. Zu seinen Studenten zählten u. a. Marcel Gotlib, Michel Rouge, Joann Sfar und Annie Goetzinger.
Nebenher arbeitete Pichard ab 1946 für unterschiedliche meist kurzlebige Magazine als Zeichner, wobei seine Karriere bereits vor dem Krieg begann – er entwarf Werbung für Parfüms und pharmazeutische Produkte, zeichnete Bilder für die Liberairie Hachette und gestaltete Grafiken für die Agentur Atlanvic. Seit 1946 fertigte er seine ersten Mädchen-Illustrationen für die Zeitschrift Le Rire, mit der er dreißig Jahre lang zusammengearbeitet hat. Weitere Arbeiten publizierte das Blatt V Magazine (bekannt durch Veröffentlichungen der Comics von Jean-Claude Forest), für das er auch etliche Titelseiten entworfen hat. Viele seiner Strips hat auch die belgische Zeitschrift Line veröffentlicht. Das Comicdebüt feierte Pichard 1954 mit Miss Mimi (für das Magazin La Semaine de Suzette), dann folgte Loly Strip (Le Rire, 1956) und viele weitere kleine Geschichten. 1964 fing seine Zusammenarbeit mit Jacques Lob an, mit dem er zuerst gemeinsam Parodien auf Superman-Comics entwickelte (Subermann, veröffentlicht zuerst in Chouchou) und dann Ulysse (Linus, 1966, später in der Tageszeitung France Soir) nach Vorlage von Homer schuf. Pichard hat auch mit Goscinny und Uderzo an der Wochenzeitschrift Pilote mitgearbeitet. 1967 begann er mit Blanche Epiphanie (V Magazine, später in France Soir; in Deutschland erschienen unter dem Titel Brigitte) seine Karriere als Erotikzeichner, kurz danach folgte Caroline Choléra (abgedruckt als Serie in L’Echo des Savanes) und viele weitere Comic-Heroinen wie Sahara, Athéna oder Circé. Alle diese Heldinnen verkörpern den Geist der Swinging Sixties, reisen um die Welt, machen Erfahrungen mit Sex und Drogen.
Pichard selbst schrieb selten die Zeilen seiner Comics und beschränkte sich sehr oft auf das Zeichnen. So arbeitete er mit unterschiedlichen Autoren zusammen, unter anderem mit Danie Dubos, Jacques Lob, Françoise Prévost, Claude Faraldo, Jin Ping Mei, Lo Duca, Fred Othon Aristidès, dem Fantasy-Spezialisten Jean-Pierre Andrevon und Georges Wolinski. Gemeinsam mit Wolinski erschuf er 1972 seine wohl bekannteste Figur – Paulette, die – innerlich wie Blanche Epiphanie von herber Keuschheit – äußerlich große Ähnlichkeit mit der jungen Brigitte Bardot aufweist. Der freizügige Comic erschien zuerst in der Zeitschrift Charlie Mensuel und rief Angriffe auf Pichard seitens der rechten Politiker Jean Royer und Michel Debré hervor. In Deutschland sind Beiträge von Pichard in Zeitschriften wie Schwermetall, Pilot, pardon, Pip International und Slapstick erschienen.

## Stil
Pichard zeigte eine Vorliebe für literarische Themen und zeichnete Comics nach Vorlage von Leopold von Sacher-Masoch (La Comtesse rouge, 1985), Émile Zola (Germinal, 1999), Lucius Apuleius (Les Sorcières de Thessalie, 1985–1986) und Denis Diderot (La religieuse, 1995). Für das Genre Comic adaptierte er auch die Geschichten des Don Juan (Apollinaire), der Carmen (Merimée), der Odyssee (Homer); er illustrierte das Kamasutra (Vatsyayana Mallanaga) sowie Bücher von Pierre Louÿs (Les Mémoires d’une chanteuse allemande und Trois Filles de leur mère) und  Gustave Flaubert (Pierrot au Sérail. Pantomime en six actes aus OEuv eres de jeunesse III, Tome XIII).
Das im Werk von Pichard verbreitete Zurückgreifen auf Texte anderer Autoren und die ironisch-spielerische Neuverwendung von tradierten Darstellungsweisen stellt ein in der Comic-Kunst weit verbreitetes Konstruktionsprinzip der Intertextualität dar. Damit ist hier die dialogische Bezugnahme einer strip-basierten sequenziellen Kunstform auf einen belletristischen Text mittels der Technik der Transformation gemeint, wobei das Thema dasselbe bleibt, jedoch in einem anderen Stil – meist als Pastiche, Parodie oder Travestie – behandelt wird. Dabei gehen die verschiedenen funktionalen Arten, in denen sich Pichards Comics auf seine Ausgangstexte beziehen (durch spielerische, satirische, ernste Modifikation, Adaption und Imitation) ineinander über und sind mitunter schwer auseinanderzuhalten. Gemeinsam für die Comics ist jedenfalls, dass Pichard alle Texte fremder Autoren in eine übergreifende Kategorie der Gattung „erotische Epik und Fabel“ überführt. Der Bezug zwischen Comic und Text wird dabei als Dialog angesehen, der sich auf der Ebene des Gesamttextes als verzerrende, übertreibende oder verspottende Stil-Persiflage zeigt und sich punktuell in Zitaten und Anspielungen niederschlägt und der die Bedeutung beider Texte bereichert.
Visuell konzentriert sich der Zeichner vor allem auf die Darstellung des Weiblichen. Pichards Figuren zeichnen dabei stets eine dralle Fülle von Körperlichkeit mit großen runden Brüsten und ausladenden Hinterteilen aus. Die (fast immer barfüßigen) Frauen geraten häufig in Gefangenschaft oder Abhängigkeit, die immer wieder zur sexuellen Ausbeutung und zur sadistischen Folter führen. Der Gipfel wurde diesbezüglich in Marie Gabrielle de Saint-Eutrope erreicht. Marie Gabrielle ist eine Serie über den Exzess der bestialischen Züchtigung in einer klösterlichen Besserungsanstalt, die der Hölle auf Erden gleicht.
In seinem Spätwerk finden sich alle Formen sexueller Dominanz und Aggression oder erotischen Konsums durch die Projektion des Begehrens über ein weibliches Subjekt, in denen sich Pichard scheinbar der Macht und Potenz seiner künstlerischen Vision versichert und einen kompromisslosen visuellen Diskurs über zahlreiche Tabus rund um Gewalt und Sexualität konstruiert. Viele seiner Comics wurden deshalb wegen der Entfesselung des Obszönen und des bilderreichen Ausmalens des Geschlechtlichen in Deutschland als jugendgefährdend indiziert.
Eine unbekannte Seite dieses Meisters des bizarren Genre sind seine humorvollen Cartoons und die Vielzahl von Buchillustrationen. Insgesamt hat er mehr als 50 Comics (darunter auch Kindercomics wie das schulbuchartige Werk Le Français facile en bandes dessinées für den Verlag Hachette) veröffentlicht, von denen einige ganz verloren sind und mitunter sehr hohe Preise auf Auktionen erreichen.

## Comics
- 110 pilules (Les)
- Blanche Epiphanie
- Bornéo Jo
- Carmen
- Caroline Choléra
- Ceux-la
- Comtesse rouge (La)
- Edouard + la réserve
- Exploits d’un Don Juan
- Fleur du lotus (La)
- Français facile en bandes dessinées (Le)
- Germinal
- James du Tiers Bond (La)
- Kama-Soutra (Le)
- Lolly Strip
- Love Stories
- Madoline
- Manufacturées (Les)
- Marie Gabrielle de Saint-Eutrope
- Marlène et Jupiter
- M.C.P.M. – Maison de Correction Princesse Melanie (La)
- Miss Mimi
- Nostalgies polissonnes
- Paulette
- Religieuse (La)
- S. Maxi B.D.
- Sorcières de Thessalie (Les)
- Submerman
- Ténébrax
- Ulysse
- Usine (L')
- Voie du repentir (La)

## Veröffentlichungen auf Deutsch
- Brigitte (1) – Brigitte (Volksverlag, 1982–1983)
- Brigitte (2) – Die höllische Kreuzfahrt (Volksverlag, 1982–1983)
- Brigitte (3) – Brigitte in New York (Volksverlag, 1982–1983)
- Carmen (Bahia, 1982)
- Carmen (Heyne, 1984)
- Caroline (Volksverlag, 1981)
- Comics für Erwachsene 8 – Borneo Jo (1) (Volksverlag, 1981–1984)
- Comics für Erwachsene 9 – Borneo Jo (2) (Volksverlag, 1981–1984)
- Die Fabrik (Volksverlag, 1981)
- Germinal (Bich Trading, 1994)
- Die Großtaten eines jungen Don Juan (Edition Bikini, 1995)
- Marie-Gabrielle 1 – Marie-Gabrielle de Saint-Eutrope (Edition Belrose, 1982–1983)
- Marie-Gabrielle 2 – Marie-Gabrielle de Saint-Eutrope (Edition Belrose, 1982–1983)
- Marie-Gabrielle 3 – Marie-Gabrielle im Orient (Edition Belrose, 1982–1983)
- Die Militaristen (Bahia, 1982)
- Paulette 1 (Bahia, 1980)
- Paulette 2 (Bahia, 1980)

- Mademoiselle Virgillia Fortsetzungsgeschichte in Slapstick Nr. 2, 2. Jahrgang – Nr. 9, 3. Jahrgang (1976–1977)